# Ipswich Town Football Club
Ipswich Town Football Club es un equipo de fútbol profesional de Inglaterra con base en la ciudad de Ipswich, Suffolk. Tras una campaña irregular en la Premier League, pierde la categoría el 26 de abril tras perder 3-0 ante Newcastle United y desde la temporada 2025-26 disputará nuevamente la EFL Championship, la segunda categoría del fútbol inglés.
El club fue fundado en 1878 pero no se convirtió en profesional sino hasta 1936, y poco después fueron elegidos para unirse a la Football League en 1938. Tiene una larga y fiera rivalidad con el equipo de Norwich City, sus vecinos más cercanos al norte de Norfolk, con quienes han disputado el East Anglian Derby 134 veces desde 1902.
Ganó la Primera División en la temporada 1961-62 y la FA Cup en la edición 1977-78 aunque su mayor logro fue la obtención de la Copa UEFA en la edición de 1980-81.

## Historia

### Primeros años en Football League
El club fue fundado como un equipo amateur en 1878. Conocido como Ipswich Association F.C. hasta 1888 cuando se fusionaron con el Ipswich Rugby Club para formar el Ipswich Town Football Club, el equipo ganó una serie de competiciones locales, incluyendo la Suffolk Challenge Cup y la Suffolk Senior Cup. Se unieron a la Southern Amateur League en 1907 y con sus resultados mejorando paulatinamente, se convirtieron en campeones en la temporada 1921-1922. El club ganó la liga en 3 ocasiones más, la 1929-1930, 1932-1933 y 1933-1934, antes de convertirse en miembros fundadores de la Eastern Counties Football League al final de la temporada 1933-1934. Un año después el club se hizo profesional y se unió a la Southern League, la cual ganaron en su primera temporada y terminaron terceros en la siguiente.
Ipswich fue elegido para participar de la Football League el 30 de mayo de 1938 y fue inscrito en la Tercera División (Sur), donde permaneció hasta la temporada 1953/54, en la que se consagró campeón y logró el ascenso a la Segunda División. 

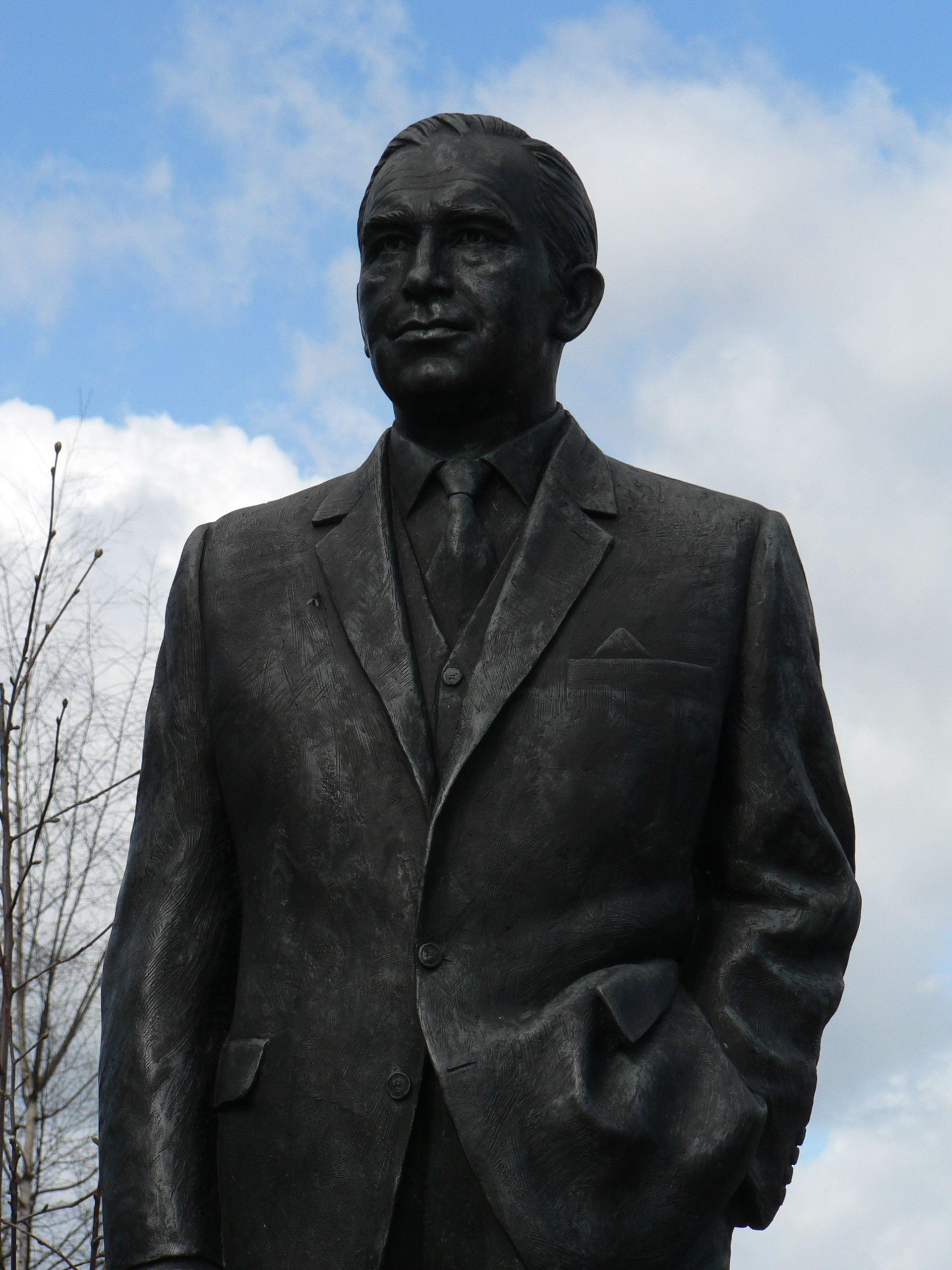
Estatua de Sir Alf Ramsey en el Portman Road.

### Ascenso y éxito en First Division
El club fue relegado nuevamente la siguiente temporada a la Tercera División (Sur), donde no logró buenos resultados hasta que Scott Duncan fue reemplazado por Alf Ramsey en 1955. El equipo logra hacerse con la Tercera División (Sur) la temporada 1956/57 retornando a la Segunda División. Esta vez el Ipswich logró establecerse como uno de los mejores equipos, logrando el campeonato de la Segunda División en la temporada 1960/61, y también su primer ascenso a la First Division, máxima categoría del fútbol inglés en aquella época.
En su primera temporada en la máxima categoría del fútbol inglés, Ipswich llega a consagrarse campeón de la First Division. Como campeón del fútbol inglés. Ipswich participa de la Copa de Europa 1962/63, y luego de derrotar 14-1 al club maltés Floriana FC, pierde contra el AC Milan en octavos de final. Ramsey deja el club en abril de 1963 para hacerse cargo de la selección inglesa, con la que posteriormente, en 1966, se consagra campeón de la Copa del Mundo. Por este éxito, Ramsey fue premiado con el título de caballero por "servicios al fútbol" en 1967.

### Declive y resurgimiento
Ramsey fue reemplazado por Jackie Milburn, con quien se desplomaron los buenos resultados. Dos años después de consagrarse campeón de Inglaterra, el club desciende nuevamente a la Segunda División en 1964, recibiendo 121 goles en 42 partidos. Milburn renunció después de finalizar la temporada y fue reemplazado por Bill McGarry en 1964. El club permaneció en dicha categoría durante cuatro años, hasta que McGarry, junto con su asistente Sammy Chung, lograron el ascenso en la temporada 1967/68, quedando primeros con un solo punto de diferencia ante el Queens Park Rangers. McGarry dejó el club para dirigir al Wolverhampton y fue reemplazado por Bobby Robson en 1969.

### La era de Bobby Robson

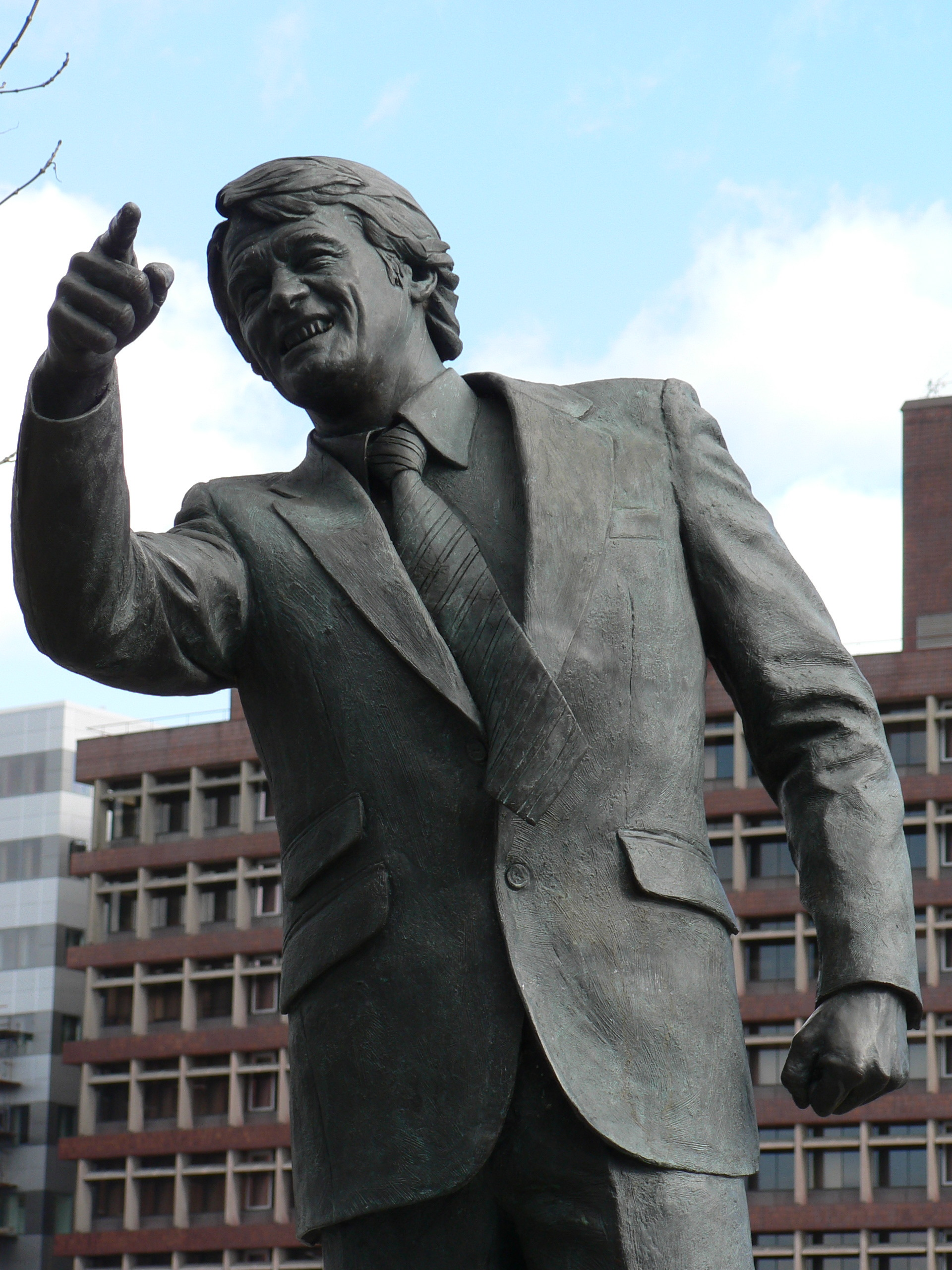
Estatua de Robson en las afueras de Portman Road, estadio del club Ipswich Town.

Con Bobby Robson, Ipswich consiguió sus trofeos más importantes y la permanencia consecutiva en la máxima categoría del fútbol inglés. En 1973, el club se alzó con la Copa Texaco y terminó cuarto en la liga, clasificando por primera vez a la Copa de la UEFA. Durante la temporada 1974/75, Ipswich alcanzó las semifinales de la FA Cup, siendo derrotados por el West Ham United en un Replay, mientras que en la liga terminaron en tercera posición.
A finales de la década de los setenta, al mando de Bobby Robson, Ipswich Town se consolidó como uno de los equipos competitivos de la máxima división del fútbol inglés, presentando a la pareja holandesa Arnold Mühren y Frans Thijssen, para agregar estilo a un equipo que contaba con futbolistas británicos como John Wark, Terry Butcher y Paul Mariner, aunque quizás carecía de la profundidad de clubes ya establecidos como Liverpool o Manchester United. Ipswich figuraba habitualmente entre los cinco primeros de la liga y de la Copa de la UEFA.
El mayor logro llegó en la temporada 1977/78, cuando Ipswich derrotó al Arsenal en el Wembley Stadium para ganar su único trofeo de la FA Cup.
En su mejor momento, durante la temporada 1979/80, vencieron al Manchester United por 6-0 en Portman Road, siendo la figura el portero Gary Bailey, que atajó tres penales en el encuentro. Esta derrota le costó al United dos puntos que finalmente lo separó del campeón Liverpool.
Para la temporada 1980/81, Ipswich Town lideró gran parte de la liga inglesa, ilusionando a los fanáticos con el famoso triplete. Sin embargo, las lesiones y un equipo corto de trece jugadores (que disputaron más de sesenta partidos) pasaron factura. Finalmente el club terminó la temporada siendo subcampeón frente al Aston Villa (a quien habían vencido de local y visitante), asimismo fue semifinalista de la FA Cup siendo derrotados 1-0 por el Manchester City.Aunque no se quedaron con las manos vacías, puesto que, en 1981, Ipswich Town se consagró como campeón de la Copa de la UEFA 1980-81 frente al AZ Alkmaar neerlandés por un global de 5-4. En el camino venció a equipos como el Saint-Étienne, liderado por Michel Platini. El club también fue subcampeón de liga en 1981 y 1982.
El éxito de Robson con Ipswich atrajo la atención de The Football Association, que le ofreció el puesto de entrenador en la Selección de fútbol de Inglaterra. Robson aceptó el cargo en 1982, rechazando una oferta de extensión de contrato por diez años y un aumento de salario por parte del director de Ipswich, Patrick Cobbold, así terminando su relación con el club después de 13 años de estadía.

## Uniforme
- Uniforme titular: Camiseta azul, pantalón blanco y medias azules.
- Uniforme alternativo: Camiseta blanca, pantalón negro y medias negras.

### Variaciones
| 2014-15 | 2015-16 | 2016-17 | 2017-18 | 2018-19 | 2019-20 | 2020-2021 | 2021-2022 | 2022-2023 |

## Estadio

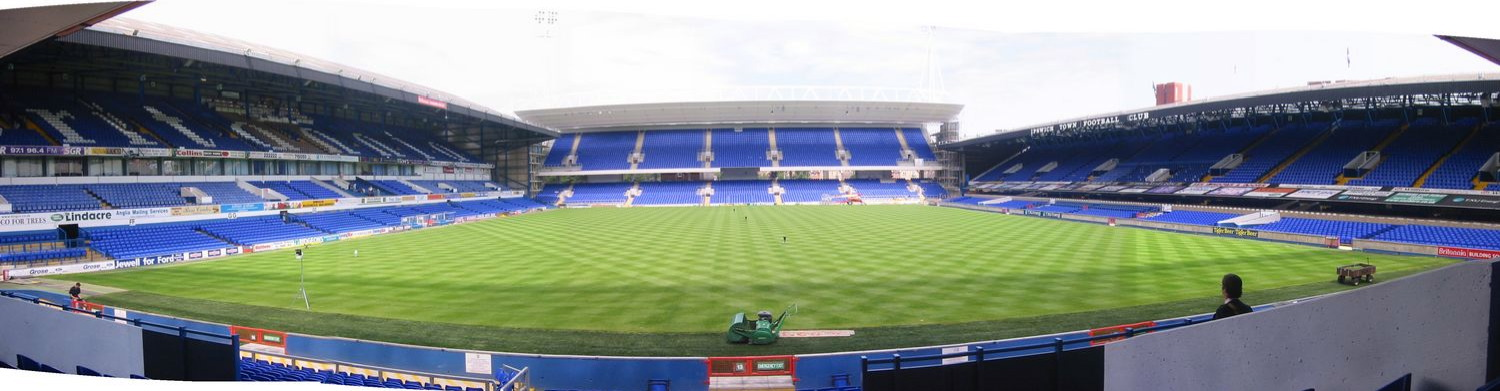
Panorámica interior del Portman Road.

Portman Road es un estadio de fútbol en Ipswich, Suffolk, Inglaterra. Ha sido el estadio del Ipswich Town Football Club desde 1884. El estadio también ha recibido un partido amistoso internacional de la selección de fútbol de Inglaterra. Ha sido escenario de varios y diferentes eventos deportivos como atletismo, reuniones y partidos internacionales de hockey. El estadio también ha celebrado varios conciertos de música, incluyendo los conciertos de R.E.M y Elton John.

## Estadísticas en competiciones internacionales
| Torneo                                      | PJ | PG | PE | PP | Mejor posición |
| ------------------------------------------- | -- | -- | -- | -- | -------------- |
| Copa de Europa/Liga de Campeones de la UEFA | 4  | 3  | 0  | 1  | 1/8            |
| Recopa de Europa                            | 6  | 3  | 2  | 1  | 1/4            |
| Copa de la UEFA/UEFA Europa League          | 52 | 30 | 10 | 12 | Campeón        |
| Puesto Histórico Inglés                     | -  | -  | -  | -  | 10º            |
| Total                                       | 62 | 36 | 12 | 14 | -              |

- Actualizado al 9 de diciembre de 2011
- PJ= Partidos Jugados; PG= Partidos Ganados; PE= Partidos Empatados; PP= Partidos Perdidos.

## Palmarés

### Torneos nacionales (2)
| Competiciones nacionales | Títulos                       | Subcampeonatos    |
| ------------------------ | ----------------------------- | ----------------- |
| Primera División (1/2)   | 1961-62.                      | 1980-81, 1981-82. |
| FA Cup (1/0)             | 1977-78.                      |                   |
| Community Shield (0/2)   |                               | 1962, 1978.       |
|                          |                               |                   |
| Segunda División (3/1)   | 1960-61, 1967-68, 1991-92.    | 2023-24.          |
| Tercera División (2/1)   | 1953-54 (Sur), 1956-57 (Sur). | 2022-23.          |

### Torneos internacionales (1)
| Competiciones internacionales | Títulos  | Subcampeonatos |
| ----------------------------- | -------- | -------------- |
| Liga Europa (1/0)             | 1980-81. |                |

## Rivalidades
Su máximo rival es el Norwich City con el que disputa el Derby East Anglia.